# Gazala
Gazala se denomina así a la línea formada por los contendientes de la campaña del Desierto Occidental, en la Segunda Guerra Mundial.

## Historia
Tras los innumerables avances y retrocesos, las fuerzas combatientes se enfrentaron en lo que sería la segunda ofensiva del Afrika Korps, en las cercanías de la población así llamada, y mientras se preparaban unos para atacar y los otros para sostener el frente, los Aliados intentaron crear una línea fortificada.
Tal línea se extendía desde el Mar Mediterráneo al norte, hasta un pequeño punto del desierto denominado Bir Hakeim.-
La disposición táctica elegida por el 8° Ejército Inglés fue la denominada formación de Boxes, consistente en levantar lugares fortificados autónomos, cercados por extensos campos minados y apoyados por artillería, dejando como reserva a las fuerzas blindadas móviles.
Luego de varios meses de preparación, el Afrika Korps intentó una maniobra -que había de devenir clásica en esta campaña, que consistía en un flanqueo del enemigo a través del desierto, que en esa zona se extiende ciertamente en centenares de kilómetros.-
La batalla se inició con dicha maniobra, a cargo de las fuerzas móviles germano-italianas, mientras las fuerzas de infantería y artillería trataban de impedir que las brigadas aliadas, encerradas en los boxes, hicieran otra cosa que resistir los bombardeos.
El box más septentrional, y el último de la línea en la posición de Bir Hakeim, estaba defendido por una brigada de los franceses libres, integrada entre otras formaciones por algunas pertenecientes a la Legión Extranjera, en la cual se hallaban bajo bandera una muy importante cantidad de españoles, fugitivos del franquismo.